# Fuente Flora
La Fuente Flora se localiza en el Hutatma Chowk (la Plaza de los Mártires), se trata de un monumento de patrimonio arquitectónico ornamental exquisitamente esculpido situado en el extremo sur de la histórica Dadabhai Naoroji, llamada la Milla de Long Road, en el distrito de negocios de Fort en el corazón del sur de Bombay, en la India. La Fuente Flora, construida en 1864, es una fusión de agua, arquitectura y escultura, y representa a la diosa romana Flora. Fue construida a un costo total de Rs. 47.000 o 9.000 libras esterlinas, una suma enorme en aquellos tiempos. 